# Лейтан, Антониу
Антониу Карлуш Карвалью Ногейра Лейтан (порт. António Carlos Carvalho Nogueira Leitão; 22 июля 1960, Эшпинью, Португалия — 18 марта 2012, Порту, Португалия) — португальский легкоатлет, бронзовый призёр Олимпийских игр в Лос-Анджелесе (1984) в беге на 5000 метров.

## Биография
Получил известность в 1979 году, став третьим на дистанции 5000 м на чемпионате Европы среди юниоров. В 1981 г. выиграл свой первый (и единственный) национальный чемпионат.
На Олимпийских играх 1984 г. в Лос-Анджелесе на дистанции 5000 м спринтерским рывком завоевал бронзовую медаль с результатом 13.09,20. В 1984 г. в составе национальной сборной стал третьим в командном чемпионате мира по кроссу. Через два года на чемпионате Европы по легкой атлетике в 1986 г. занял пятое место. В том же году выиграл турнир San Silvestre Vallecana.
В 1991 г. закончил спортивную карьеру.